# Euryphthiria
Euryphthiria är ett släkte av tvåvingar. Euryphthiria ingår i familjen svävflugor.
Kladogram enligt Catalogue of Life:
| Euryphthiria | \| \| Euryphthiria alterans \| \| \| \| \| \| Euryphthiria alternans \| \| \| \| \| \| Euryphthiria grandis \| \| \| \| |
|              | \| \| Euryphthiria alterans \| \| \| \| \| \| Euryphthiria alternans \| \| \| \| \| \| Euryphthiria grandis \| \| \| \| |
|              | Euryphthiria alterans                                                                                                   |
|              | |
|              | Euryphthiria alternans                                                                                                  |
|              | |
|              | Euryphthiria grandis |
|              | |